# Paravilla nigronasica
Paravilla nigronasica är en tvåvingeart som först beskrevs av Joseph Hannum Painter 1933.  Paravilla nigronasica ingår i släktet Paravilla och familjen svävflugor. Inga underarter finns listade i Catalogue of Life.